# Imunita (právo)
Imunita označuje osvobození jistých osob od trestního stíhání nebo omezení trestní pravomoci vůči těmto osobám. Určitou formu imunity mívají ve světě členové parlamentu, prezidenti a jiní státní představitelé, diplomaté a soudci. Imunita u řady jiných občanů má tu podobu, že jejich přestupky jsou šetřeny speciálně určeným orgánem, což se týká například vojáků a vězňů.
Rozsah imunity bývá obvykle určen ústavou a dalšími předpisy, jako je třeba Jednací řád Poslanecké sněmovny. V různých zemích je imunita určena obecně různě. Obecně se má za to, že dnešní výklad imunity nechrání[zdroj?] jistou jmenovitou osobu jako takovou, ale její úřad (tak například poslanecká imunita má zaručit práceschopnost parlamentu, ne chránit poslance jako konkrétní osobu).
Českými specifiky se zabývá článek Imunita zákonodárců v Česku.

## Historie
Pojem imunita pochází z latinského immunis („svoboden“, ve smyslu „osvobozen od“ něčeho). Historické kořeny imunity pocházejí ze středověku. Konfesní právo zajišťovalo církevní instituce před zásahy světské moci (respektování azylového práva v kostelích, chrámech atp.) a zaručovalo daňovou svobodu.

## Typy imunity
Imunitu lze rozdělit na základě typu přečinů, před nimiž imunita chrání.
- Indemnitu, chrání osobu před stíháním za její výroky a jiné projevy vůle při výkonu funkce. Typicky se týká zákonodárců (poslanců a senátorů) při jednání v Parlamentu.
- Trestněprávní imunita za určitých podmínek chrání před zadržením a trestním stíháním.
- Přestupková imunita omezuje možnosti dotyčnou osobu potrestat za přestupky.

Nejčastěji se hovoří o imunitě následujících skupin osob:
- Poslanecká (nebo senátorská) imunita je právním zřízením, jímž je člen parlamentu chráněn proti stíhání v důsledku proslovů a vyjádřených názorů, ale někdy také proti trestnímu stíhání v jiných oblastech (to se nevztahuje na jeho rodinné příslušníky); rozsah poslanecké imunity je řízen Ústavou, případně dalšími zákony daného státu. Konkrétně poslanecká imunita v ČR zaniká vypršením poslaneckého mandátu, v případě nutnosti trestního stíhání však může být poslaneckou sněmovnou zrušena již dříve.
- Všeobecně je uznávána imunita hlavy státu v Česku i zahraničí, výjimkou jsou zejména zločiny proti lidskosti, válečné zločiny, genocida a zločiny proti míru. V některých státech požívá hlava státu indemnity, která nemůže být zrušena.[zdroj⁠?!]
- Diplomatickou imunitou se rozumí ochrana diplomatů cizího státu (včetně jejich rodinných příslušníků) před trestním stíháním. K diplomatickému personálu se počítají i vysocí úředníci mnoha mezinárodních organizací. Diplomatická imunita je řízena Vídeňskou úmluvou z 18. dubna 1961; souvisí těsně i s pojmem exteritorialita. Zrušení diplomatické imunity (například v důsledku prokázané špionážní činnosti apod.) je poněkud složitější: stát, ve kterém je takový diplomat činný, ji podle Vídeňské úmluvy zrušit nemůže; v praxi oznámí nótou tomu kterému státu, že zmíněný diplomat je v zemi nežádoucí (latinský pojem zní persona non grata), diplomat pak bývá zpravidla odvolán.